# 리가지
리가지(영어: Re-GZ, 일본어: リ・ガズィ)는 《건담 시리즈》에 등장하는 모빌 슈트(MS)로 분류되는 가공의 유인 조종식 인간형 로봇 병기이다. 1988년에 개봉한 극장판 애니메이션 《기동전사 건담 역습의 샤아》에서 처음으로 등장했다. 명칭은 "리파인 건담 제타(Refined Gundam Zeta)"의 약자이다.
작품 내에서 군사 세력 중 하나인 지구연방군의 시제기로 《기동전사 Z 건담》의 후반 주역기인 Z 건담의 양산화를 목표로 개발되었다. Z 건담의 단점인 고가의 복잡한 변형 기구를 배제하는 대신에 기수와 주익을 갖춘 추가 장비인 "백 웨폰 시스템(Back Weapon System, BWS)"을 장착함으로써 전투기 형태인 "웨이브 라이더"가 된다. 그러나 모빌 슈트(MS) 형태가 되려면 백 웨폰 시스템을 배제해야 할 필요가 있기 때문에 Z 건담처럼 다시 전투기 형태가 될 수는 없다.

## 같이 보기
- Z 건담
- 기동전사 건담 역습의 샤아
- 아무로 레이